# San Pedro Pochutla
San Pedro Pochutla är en kommunhuvudort i Mexiko.   Den ligger i kommunen San Pedro Pochutla och delstaten Oaxaca, i den sydöstra delen av landet, 500 km sydost om huvudstaden Mexico City. San Pedro Pochutla ligger 156 meter över havet och antalet invånare är 13 078.
Terrängen runt San Pedro Pochutla är kuperad åt nordost, men åt sydväst är den platt.  San Pedro Pochutla är det största samhället i trakten.